# 580 Selene
580 Selene este un asteroid din centura principală, descoperit pe 17 decembrie 1905, de Max Wolf.